# Cosan
Cosan é um conglomerado brasileiro com negócios nas áreas de açúcar, álcool, energia, lubrificantes, e logística.

## História
Em 1936, a usina Costa Pinto, em Piracicaba, foi comprada pelos irmãos Pedro Ometto e João Ometto, e o sócio Mário Dedini. Em 1949, fundou a usina da Barra, a maior de todas, administrada por Orlando Chesini Ometto.
Orlando, filho de Pedro, junto com sua irmã Isaltina Ometto Silveira Mello, controlou o grupo Ometto pela holding Aguassanta. Em 1989, o grupo era o maior produtor de açúcar e álcool do mundo com 22 empresas e moagem de 10,5 milhões de toneladas de cana-de-açúcar, 5% do total brasileiro.
Em 1986, Rubens Ometto Silveira Mello começou a trabalhar para o grupo Pedro Ometto. Era o responsável pelas usinas de Costa Pinto e Santa Bárbara, essa última desativada em 1995.
Também em 1986, comprou o controle do grupo Bom Jesus que incluía as usinas de Santa Helena, São Francisco e Ipaussu, formando o grupo Cosan/BJ.
Com a morte de Orlando, em 1988, houve um conflito entre os primos herdeiros. O conflito se iniciou por conta de um acordo de acionistas de 1985, com vigência de vinte e cinco anos, sobre o controle das unidades do grupo. Em 12 de abril de 1989, em assembleia extraordinária, o grupo Pedro Ometto afastou os diretores irmãos Rubens Ometto Silviera Mello e Celso Silveira Mello Filho, filhos de Isaltina. Em dezembro de 1989, a justiça cancelou essa decisão, retornando Rubens e Celso à diretoria.
Em 1996, houve uma reorganização acionária, quando a  holding Celisa Participações (de propriedade de Isaltina), se transformou em Nova Celisa com o controle das usinas do grupo Bom Jesus e a participação acionária no grupo Pedro Ometto (usinas Costa Pinto e da Barra, entre outras).
Em fevereiro de 2000, foi criada oficialmente a Cosan. Em 2002, comprou o controle da usina da Barra em Barra Bonita, consolidando o controle do antigo grupo Pedro Ometto.
Em 2005, abriu seu capital no Novo Mercado da Bovespa e, em 2007, realizou sua primeira oferta pública na bolsa de Nova York.
Em 2008, adquiriu o controle dos ativos brasileiros da Esso da ExxonMobil; comprou a rede de combustíveis Petrosul e criou a Rumo Logística – que em 2015 se fundiu com a América Latina Logística (ALL), criando a maior operadora de logística ferroviária do Brasil.
Em 2009, comprou a NovAmérica Agroenergia, dona do Açúcar União e criou a Cosan Alimentos. Em 2012, a União foi vendida pela Camil Alimentos.
Em 2011, anunciou a criação da Raízen em joint venture com a Shell, criando a 5ª maior empresa do setor de energia do país.
Em 2012, demonstrou intenções em adquirir a Comgás – maior distribuidora de gás natural canalizado do país – da BG Group. A compra foi concluída no valor de R$ 3,4 bilhões.
Em 2021, a Compass Gás e Energia, empresa do grupo Cosan, anunciou a compra da Gaspetro (atual Commit Gás) da Petrobras. A compra foi concluída em julho de 2022 no valor de R$ 2,097 bilhões. No mesmo ano, a Compass venceu leilão de privatização da Companhia de Gás do Estado do Rio Grande do Sul (Sulgás). A compra foi concluída em janeiro de 2022 pelo valor mínimo de R$ 927,7 milhões.
Em 2025, a Cosan anunciou a venda de toda a sua participação na Vale, que correspondia a aproximadamente 4,05% do capital social da mineradora.

## Grupo Cosan
Por meio de seus negócios, a empresa produz e exporta etanol e açúcar, gerando energia ao utilizar o bagaço da cana. Também fornece gás canalizado no Brasil e atua na logística de açúcar e outros granéis sólidos destinados à exportação. Com a produção de lubrificantes e especialidades, exporta para mais de 40 países da América do Sul, Europa e Ásia.

### Moove
Atua na produção, comercialização e distribuição de óleo lubrificante e especialidades para os mercados varejista e industrial desde 2008, quando a Cosan adquiriu os ativos da Esso, então controlada pela ExxonMobil. Em 2011 com a compra das operações da ExxonMobil no Uruguai, Paraguai e Bolívia passou a ter a exclusividade na exploração comercial da marca Mobil nesses países.
Em julho de 2012, a Moove ingressou no mercado europeu com a aquisição da Comma Oil & Chemicals Limited, localizada no Reino Unido, a empresa produz e distribui óleos lubrificantes e outros produtos relacionados à manutenção automotiva para o mercado do Reino Unido, além de 40 países da Europa e Ásia.

### Compass
A Compass Gás & Energia atua e investe em quatro segmentos de negócios (distribuição, infraestrutura e originação, comercialização e geração térmica), se estabelecendo como uma plataforma complementar de atividades para explorar as oportunidades do setor de gás natural e energia no Brasil.
A Compass é controladora da Compagás, Sulgás, Comgás, Commit Gás e GasBrasiliano.
Em 2020, foram distribuídos 4,5 bilhões de m³ de gás, ou 32% do gás canalizado distribuído no Brasil, o maior share entre todas as distribuidoras do país segundo o Ministério de Minas e Energia.

#### Comgás
Desde 2012, a Companhia de Gás de São Paulo – Comgás  também faz parte dos negócios da Cosan. A companhia está presente em mais de 94 cidades, atende a mais de um milhão de consumidores no Estado de São Paulo. Com proximamente 19 mil km de redes em operação em sua área de concessão, concentrando aproximadamente 25% do PIB brasileiro.
A Comgás fornece energia para residências, veículos, indústrias e termelétricas. Nos últimos cinco anos, a empresa ganhou o prêmio de segurança, concedido pela American Gas Association (AGA), por ter obtido o menor índice de incidentes registráveis por quilometro de rede.

#### Compagas
Em julho de 2024, a Compagas foi vendida pela Copel por R$ 906 milhões para a Compass Gás e Energia.
A empresa atende o segmento residencial, comercial, veicular e industrial, incluso neste último as termelétricas no estado do Paraná.

### Radar
Com a gestão de aproximadamente 175,5 mil hectares de terras para o plantio de cana-de-açúcar, soja, algodão e milho, a Radar utiliza um sistema de monitoramento de terras por satélite que permite detalhadas análises do relevo e outras características físicas do solo e do regime climático, além do histórico de ocupação do solo.
Além de acompanhar as plantações, fiscalizando as áreas de preservação permanente e matas ciliares, a Radar ainda atua na recuperação de áreas que historicamente apresentavam problemas de degradação.

### Raízen
Joint-venture entre a Cosan e a Shell, a Raízen possui 61 terminais de distribuição, produzindo mais de 1,9 bilhões de litros de etanol e 4,2 milhões de toneladas de açúcar por ano. Sua rede é formada por 4.700 postos de combustível com as marcas Shell e 720 lojas de conveniência.
Todas as suas usinas são autossuficientes. A empresa gera energia elétrica a partir do bagaço da cana-de-açúcar e foi a primeira no mundo a ser certificada pela Bonsucro, uma exigência da União Europeia (UE) para exportadores de açúcar e etanol.

### Rumo
A Rumo oferece serviços de transporte multimodal, armazenagem e embarque. Seus terminais estão localizados nas cidades de Santos, Sumaré, Jaú, Fernandópolis, Barretos, Pradópolis, Rondonópolis e Itirapina.

### Trabalho escravo
Entre 2009 e 2010, a Cosan foi incluída na lista de empresas que exploram o trabalho escravo mundial. A mesma tentou por meio da justiça sair da lista, e em um acordo político conseguiu sair da lista. Tal ação pode ter aberto brechas para outras empresas explorar o trabalho escravo. Em 2017, a empresa Rumo foi condenada a pagar R$15 milhões de reais por jornadas de trabalho escravo.